# 桜井かずみ
桜井かずみ（さくらいかずみ、1970年8月11日 - ）は、1980年代に活動した日本の歌手。本名、野村 宇芽代（のむら うめよ）。身長152cm。かつて所属していた事務所は「ベスト・フレンド」。代表曲に『母に捧げる花笠音頭』（ビクター音産）がある。

## 来歴・人物
群馬県桐生市出身。実家は菓子店。家族全員がカラオケ好きという家庭環境もあり、幼い頃から演歌が子守唄だったり、演歌や森昌子の歌などを歌っていた。そのようなことから、子供の頃から将来は絶対歌手になろうと思っていたという。小学2年生の時からカラオケ大会など歌の大会に出場し続け、毎年のように賞を獲得していた。東京12チャンネル（現・テレビ東京）の『ちびっこ歌まね大賞』の第1回に出場、決戦チャンピオン大会で新人賞受賞。その後『ヤング歌謡大賞・新人グランプリ』に出演してデビューのきっかけをつかむ。
自分がやる歌のジャンルに演歌を選んだのは、人と違うことがやりたかったからということと、演歌が好きだからということを話している。デビュー当時、目標は都はるみと石川さゆりと話している。
デビューが決まると共に堀越中学校に転校、堀越高等学校卒業。中学生時代はブラスバンド部で、楽器はトロンボーン担当。トロンボーンの演奏は独学で覚えたという。この他趣味は菓子作り。100m走の記録は13秒前後と速かった。

## ディスコグラフィー

### シングルレコード
- 母に捧げる花笠音頭 - 1985年5月21日発売。
- 侫武多（ねぶた）- なかにし礼作詞。
- 黒髪

## エピソード
- 伊吹友里が愛媛県から上京する際に地元で開いた壮行会で「母に捧げる花笠音頭」を歌った。[4]